# Précompte immobilier
Le précompte immobilier est un impôt régional dû en Belgique par les propriétaires immobiliers. Cet impôt est calculé sous la forme d’un pourcentage du revenu cadastral indexé d'un bien immobilier situé dans ce pays, qui varie d'une région à l'autre :
- 2,5 % du revenu cadastral indexé des biens immobiliers sis dans la Région flamande
- 1,25 % du revenu cadastral indexé des biens immobiliers sis dans la Région wallonne ou dans la Région de Bruxelles-Capitale

À ce précompte de base, les provinces, la Région de Bruxelles-Capitale et les communes ajoutent des centimes additionnels.

## Réductions
Une réduction du précompte immobilier peut être accordée pour une habitation modeste, ou si le logement accueille des enfants à charge, des personnes handicapées ou invalides de guerre.